# Nidelva

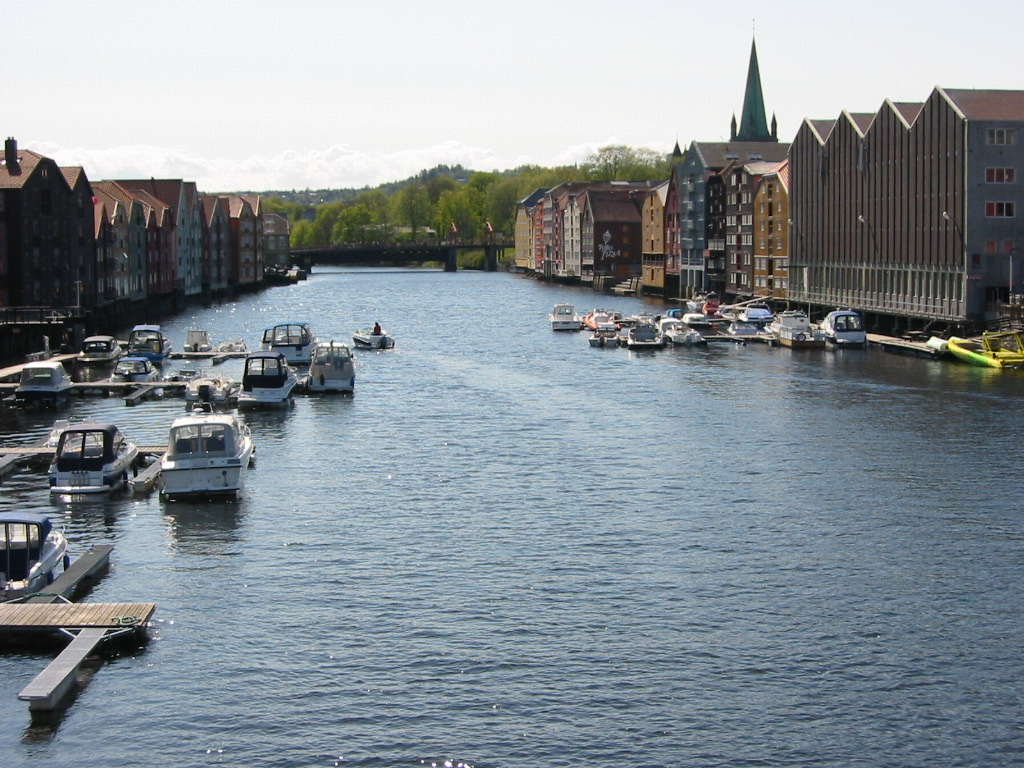
El riu pel seu pas per Trondheim

El Nidelva (també conegut com a Nidelven) és un riu al comtat de Sør-Trøndelag, a Noruega. "Elva" significa "el riu" en noruec i, per tant, el nom es pot traduir com "el riu Nid".
El Nidelva té una longitud de 30 km. El riu comença al llac de Selbu (el llac més gran del Sør-Trøndelag) i continua per Tiller. Finalment travessa la ciutat de Trondheim, formant un meandre que envolta tot el barri antic, i desemboca al Trondheimsfjord.
Al llarg del riu hi ha sis estacions hidroelèctriques.